# عبد الكريم الغرايبة
عبد الكريم محمود الغرايبة (1923 - 22 فبراير 2014) مؤرخ أردني يلقب بشيخ المؤرخين الأردنيين. كان أول من يحصل على شهادة الدكتوراة في تاريخ الدولة الأردنية الحديثة. وكان عضوا في مجلس الأعيان الأردني الحادي عشر (2005-2007).

## بداية حياته
ولد الغرايبة في قرية المغير في محافظة إربد في العشرين من حزيران عام 1923. بدأ تعليمة في كُتّاب القرية على يد الشيخ علي الخليل.
عمل والده محمود الغرايبة في سلك الإدارة في إمارة شرق الأردن. فكان مديراً لناحية عجلون ثم أصبح قائم مقام في عدة مناطق منها جرش ومأدبا، وفي الأربعينيات من القرن العشرين شغل منصب رئيس بلدية إربد. وبحكم تنقل والده فقد تعددت مدارسه، إذ درس الصف الثاني والثالث في إربد ومأدبا وعجلون، أما الصفوف من الرابع إلى الثامن فأتمها في إربد.
عام 1939م حيث التحق بالصف الثالث الثانوي في مدرسة السلط الثانوية. وكانت الدراسة، إذ ذاك على مرحلتين: الابتدائية في سبعة صفوف أي (سبع سنوات) والثانوية في أربعة صفوف أي (أربع سنوات). وكانت ثانوية السلط المدرسة الثانوية الوحيدة التي تحتوى على الصفين الثالث والرابع الثانويين، للحصول على شهادة الدراسة الثانوية في شرق الأردن. وحصل الغرايبة على شهادة الدراسة الثانوية عام 1941.
كانت الرغبة تلح على والده في أن يدرس ابنه البكر الطب ليصبح طبيباً معروفاً في مدينة إربد وليزداد فخره وفخر ذويه وعائلته به، وبالفعل التحق عبد الكريم بكلية الطب في الجامعة الأمريكية في بيروت، استجابة لرغبة والده، ولكنه مع أول درس في التشريح لم يحتمل تعلم الطب، فقرر التحويل إلى كلية الآداب في نفس الجامعة ودراسة التاريخ، وحصل على درجة البكالوريوس عام 1941.
قامت الحكومة الأردنية بابتعاثه بمنحه حكومية خلال سنوات دراسته الدكتوراه. فحصل عام 1950 على الدكتوراة من مدرسة الدراسات الشرقية والإفريقية التابعة لجامعة لندن وكان من أوائل الأردنيين الذين يحصول على شهادة الدكتوراة.

## مهنته
عمل عقب عودته إلى الأردن مفتش آثار 1951-1952 وكان أول أردني يتبوأ هذا المنصب خلفا لعالم الآثار الأنجليزي الأصل جيرالد لانكستر هاردنج.، ثم أستاذا متعاقدا مع جامعة دمشق بين عامي 1953-1961، ورئيس قسم التشريع في ديوان الموظفين الأردني 1955-1961، ومديرا عاما للآثار 1956-1957، ثم أستاذا في الجامعة الأردنية 1962- 1997.
تم تعيينة في مجلس الأعيان الحادي والعشرين ليخدم فية من 17 نوفمبر 2005 وحتى 28 نوفمبر 2007.

## وفاته
توفي الغرايبة في صباح يوم السبت 22 فبراير عام 2014 عن عمر يناهز 91 عاما بعد صراع طويل مع المرض.

## مؤلفاته
- التجار الإنجليز في سوريا 1744-1791. جامعة لندن، 1950.
- تطور مفهوم النضال ضد الاستعمار، 1959.
- دراسات في تاريخ إفريقيا العربية، جامعة دمشق، 1960.
- الاتراك والعرب عبر التاريخ: دراسة لتطور العلاقة بين الأمتين خلال ألف سنة.جامعة دمشق، 1961.
- سوريا في القرن التاسع عشر، معهد الدراسات العربية، القاهرة، 1971.
- قيام الدولة السعودية. جامعة الدول العربية، 1976.
- تاريخ العرب الحديث. الأهلية للنشر والتوزيع، 1984.
- عرب الماء والانسان. المؤسسة العربية للدراسات والنشر، بيروت، 2006.
- نحن وأمريكا من أقدم العصور إلى 5 تشرين الثاني 2008

## أوسمة
حصل عبد الكريم الغرايبة على عدد من الأوسمة من الدولة الأردنية منها:
- وسام الاستقلال.
- وسام النهضة.
- وسام الحسين للتميز.
- الجائزة الممتازة للتعليم.
- جائزة الدولة التقديرية.